# Luigi Chiala
Luigi Chiala (Ivrea, 29 giugno 1834 – Roma, 27 aprile 1904) è stato un politico e giornalista italiano.
Fu senatore del Regno d'Italia dalla XVIII legislatura.

## Biografia
Luigi nasce a Ivrea in una famiglia della piccola borghesia. Il padre Giovanni è il direttore delle poste, la madre Marianna Giordano proviene da una famiglia piuttosto benestante. Luigi ha anche un fratello, Valentino Chiala, maggiore generale del regio esercito, che combatterà durante la guerra austro-prussiana. Dopo gli studi a Ivrea, s'iscrive all'Università di Torino al corso di belle lettere. 
Collabora a numerose testate giornalistiche. Il 30 marzo 1850 inizia a lavorare per "La Campana" e nello stesso anno inizia anche a collaborare con "L'Armonia", entrambe testate di stampo clericale. Nel 1853 diventa redattore e comproprietario della "Rivista contemporanea di scienze, lettere, arti e teatro", e dopo pochi mesi, grazie all'eredità materna, ne diventa l'unico proprietario. Sotto la sua direzione la rivista cambia stile e inizia a proporre testi redatti direttamente da scrittori e poeti. Personaggi di grande rilievo scriveranno nella rubrica chiamata "Pensieri", fra essi i più conosciuti furono: Joseph de Maistre, Vincenzo Gioberti, Alessandro Manzoni, Silvio Pellico e Niccolò Tommaseo. 
Nel 1859 si arruola volontario per combattere nella Seconda guerra d'indipendenza italiana diventando ufficiale nel 1860. Nonostante la guerra pubblicò una biografia su Cavour. Alla fine del conflitto decide di restare nell'esercito e in parallelo fonda e diventa direttore nel 1862 della rivista "L'Italia militare" che pubblicherà fino al 1866. Durante la Terza guerra d'indipendenza italiana lavora allo Stato Maggiore del generale Alfonso La Marmora, con il quale tesse profondi legami di amicizia. Nominato capitano si dimette dall'esercito nel 1882.
Nel 1870 diventa direttore della "Rivista militare italiana", carica che conserverà per sei anni. In quel periodo numerosi sono i suoi scritti su politici e militari che hanno influito sulla costruzione del Regno d'Italia e che gli diedero una certa fama. Il 29 ottobre 1882 viene eletto deputato del quinto collegio di Torino (Ivrea e Aosta), nella XV legislatura. Viene rieletto anche nelle seguenti elezioni del 1886 e 1890, e il 10 ottobre 1892 viene nominato senatore.
Il 20 dicembre 1888 fu nominato membro effettivo del Consiglio degli archivi, carica che mantenne sino al 28 giugno 1903.
Morì a Roma il 27 aprile 1904.